# Glebovka (Krasnodar)
Glebovka (del ruso: Глебовка) es un jútor del raión de Kushchóvskaya del krai de Krasnodar, en Rusia. Está situado en las llanuras de Kubán-Priazov, a orillas del Elbuzd, afluente del Kagalnik, 29 km al nordeste de Kushchóvskaya y 193 km al nordeste de Krasnodar, la capital del krai. Tenía 1 439 habitantes en 2010
Es cabeza del municipio Glebovskoye, al que pertenecen asimismo Brátskoye y Nizhneglebovka.

## Personalidades
- Pável Litvinov (1907-1943), Héroe de la Unión Soviética.